# Kmiczyn
Kmiczyn – wieś w Polsce położona w województwie lubelskim, w powiecie tomaszowskim, w gminie Łaszczów.
W latach 1975–1998 miejscowość administracyjnie należała do województwa zamojskiego.
Wieś stanowi sołectwo gminy Łaszczów. Według Narodowego Spisu Powszechnego z roku 2011 wieś liczyła 103 mieszkańców. W skład sołectwa Kmiczyn wchodzi także kolonia Kmiczyn-Kolonia.
Wierni Kościoła rzymskokatolickiego należą do parafii Wniebowzięcia Najświętszej Maryi Panny w Nabrożu-Kolonii.

## Historia
Wieś z rodowodem sięgającym XIV wieku, wymieniona w składzie łacińskiej parafii w Nabróżu już w roku 1411. Według rejestru poborowego z 1564 roku posiadała 3 łany kmiece gruntów uprawnych. Stanowiła wówczas własność rodu Turkowickich. W I połowie XVIII w. należała do Leszczyńskich, natomiast w 1778 została kupiona przez Makomaskich. W 1850 posesorem był Antoni Makomaski. W 1880 r. liczyła 67 domów i 533 mieszkańców.